# Cochemiea pondii
Cochemiea pondii ist eine Pflanzenart aus der Gattung Cochemiea in der Familie der Kakteengewächse (Cactaceae). Das Artepitheton pondii ehrt den US-amerikanischen Marineoffizier Charles Fremont Pond.

## Beschreibung
Cochemiea pondii wächst zunächst einzeln und bildet später kleine Gruppen aus. Die einzelnen Triebe sind zylindrisch und werden bis zu 30 Zentimeter lang und 3 bis 7 Zentimeter im Durchmesser groß. Die glatten Warzen sind konisch angeordnet. Die Axillen haben Borsten. Von den 4 bis 5 Mitteldornen ist einer immer steif und stark gehakt dabei weißlich mit dunkelbrauner Spitze und etwa 2,5 Zentimeter lang. Die 20 bis 30 schlanken Randdornen sind weiß, manchmal auch bräunlich gefärbt. Die Blüten sind bis zu 5 Zentimeter lang, rot und schiefsaumig. Zuweilen ragen die Staubblätter heraus. Die Früchte sind rot.

## Verbreitung, Systematik und Gefährdung
Cochemiea pondii ist im mexikanischen Bundesstaat Baja California verbreitet und kommt ausschließlich auf der Isla de Cedros vor.
Die Erstbeschreibung als Mammillaria pondii erfolgte 1889 durch den amerikanischen Botaniker Edward Lee Greene. Frederick Arthur Walton stellte die Art 1899 in die Gattung Cochemiea. Ein weiteres nomenklatorisches Synonym ist Cactus pondii (Greene) J.M.Coult. (1894).
In der Roten Liste gefährdeter Arten der IUCN wird die Art als „Least Concern (LC)“, d. h. als nicht gefährdet geführt.

## Nachweise